# Расни немири у Сједињеним Америчким Државама 2020.
Расни немири у Сједињеним Америчким Државама 2020. године непрекидни су талас грађанских немира који се састоје од протеста и нереда против системског расизма према Црнцима у Сједињеним Државама, посебно у облику полицијског насиља. Део је националног покрета Блацк Ливес Маттер, а иницијално га је покренуло убиство Џорџа Флојда током хапшења од стране полицајаца у Минеаполису 25. маја.
После смрти Џорџа Флојда, немири су избили у области Минеаполис-Сеинт Пол 26. маја и брзо су се проширили по читавим Сједињеним Државама. Унутар Минеаполиса дошло је до раширеног уништавања имовине и пљачке, укључујући полицијску станицу коју су демонстранти прегазили и запалили, што је довело до тога да Национална гарда Минесоте буде активирана и распоређена 28. маја пријављено је у области Минеаполис - Саинт Паул. Даљи немири брзо су се проширили широм Сједињених Држава, понекад укључујући нереде, пљачке и паљевине. До почетка јуна, најмање 200 америчких градова увело је полицијски час, док је више од 30 држава и Вашингтон, активирало преко 62.000 припадника Националне гарде као одговор на немире. До краја јуна на протестима је ухапшено најмање 14.000 људи. Анкете процењују да је између 15 и 26 милиона људи учествовало у одређеном тренутку у демонстрацијама у Сједињеним Државама, чинећи протесте највећим у историји Сједињених Држава. Такође је процењено да је између 26. маја и 22. августа око 93% протеста било „мирно и неразорно“.
Такође је дошло до велике концентрације немира око Портланда у држави Орегон, што је довело до тога да је Министарство за унутрашњу безбедност размештало савезне агенте у граду од јуна надаље. Потез је добио кодно име Операција Легенда, након четворогодишњег ЛеГенда Талифера, који је убијен и убијен у Канзас Ситију. Од тада су савезне снаге распоређене и у другим градовима који се суочавају са великим бројем немира, укључујући Канзас Сити и Сијетл. Локализованији немири појавили су се у неколико градова након инцидената у којима су учествовали полицајци, нарочито након пуцњаве на Јакоба Блејка у Кеноси, која је довела до протеста и нереда у граду.
Протести су довели до захтева на савезном, државном и општинском нивоу намењених борби против недоличног понашања полиције, системског расизма, квалификованог имунитета и полицијске бруталности у Сједињеним Државама. Талас уклањања споменика и промена имена догодио се широм света, посебно у Сједињеним Државама. То је само по себи изазвало сукоб између левичарских и десничарских група, често насилних. Групе као што су Антифа и Три Процента бориле су се међусобно у уличним сукобима.

## Позадина

### Наводи о полицијској бруталности у Сједињеним Државама
Чести случајеви полицијског кршења закона и фаталне употребе силе од стране службеника за спровођење закона у САД, посебно против Афроамериканаца, дуго су покретали грађанска права и друге активисте да протестују због недостатка полицијске одговорности у инцидентима који укључују прекомерну силу. Многи протести током покрета за грађанска права били су одговор на полицијску бруталност, укључујући немире из Ватса 1965. године који су резултирали смрћу 34 људи, углавном Афроамериканаца. Највећи протест покрета за грађанска права у 20. веку били су нереди у Лос Анђелесу 1992. године, који су били одговор на ослобађајућу пресуду полицајаца одговорних за прекомерну силу против Роднеија Кинга, Афроамериканца.
2014. године, пуцњава на Мајкла Брауна у полицији у Фергусону, Мисури, резултирала је локалним протестима и немирима, док је смрт Ерика Гарнера у Њујорку резултирала бројним националним протестима. Након што су Ерик Гарнер и Џорџ Флојд током хапшења више пута рекли „Не могу да дишем“, фраза је постала протестни слоган против полицијске бруталности. У 2015. години смрт Фредија Греја у полицијском притвору у Балтимору резултирала је нередима у граду и протестима широм земље као део покрета Црни животи су битни. У Минесоти се догодило неколико национално објављених инцидената, укључујући пуцњаву на Џамара Кларка 2015. у Минеаполису; снимање Филанда Кастиле из 2016. године у Фалкон Хејтсу; и пуцање Џастина Дајмонда из 2017. године. 2016. године Тонија Тимпу полицајци из Даласа убили су на исти начин као и Џорџа Флојда. У марту 2020. године, фатална пуцњава на Бреону Тејлор од стране полиције која је извршила налог за забрану куцања у њеном стану у Кентакију такође је била широко расписана.
Према бази података Вашингтон Поста о сваком фаталном пуцању дежурног полицајца у Сједињеним Државама, 31. августа 2020. године полиција је пуцала у 9 ненаоружаних црнаца. Од тог датума база података наводи четири особе непознате расе, 11 белаца, 3 хиспаноамериканца и 1 особа „друге“ расе који су стрељани док су били ненаоружани. Црнце, који чине мање од 13% америчке популације, полиција убија несразмерно великом брзином, а убија их више него двоструко више од белаца.
Према скупу података и анализи објављеном од стране Пројекта података о локацији и догађајима оружаних сукоба (АЦЛЕД) почетком септембра, било је више од 10.600 демонстрацијских догађаја широм земље између 26. маја и 22. августа који су били повезани са свим узроцима : Црни животи су битни, контрапротести, протести повезани са пандемијом Ковид-19 и други. Након Флојдовог убиства, протести повезани са Црни животи су битни нагло су достигли врхунац крајем маја, смањивши се на десетине недељно до септембра, и окарактерисани су као „преовлађујуће миран покрет“ са више од 93% протеста који нису укључивали инциденте насиља нити разарајућа активност.

### Пуцање на Бреону Тејлор
Бреону Тејлор, 26-годишњу медицинску техничарку хитне помоћи, смртно су убили полицајци метро полиције Лујзвил (ЛМПД) Џонатан Мејтингли, Брет Ханкисон и Мајлес Косгров 13. марта 2020. године. Три службеника ЛМПД у цивилу ушла су у њен стан у Лујвилу, извршавајући налог за претресање. Пуцњаву су разменили Бренонин дечко Кенет Волкер и полицајци. Валкер је рекао да верује да су полицајци били уљези. Службеници ЛМПД испалили су преко двадесет хитаца. У Бренону је пуцано осам пута, а наредник ЛМПД Џонатан Мејтингли повређен је пушком. Још један полицајац и поручник ЛМПД били су на лицу места када је извршен налог.
Примарни циљеви истраге ЛМПД били су Џамараквос Гловер и Адријан Волкер, за које се сумњало да су продавали контролисане супстанце из дрогерије удаљене више од 10 миља. Према адвокату породице Тејлор, Гловер је излазио са Тејлор пре две године и наставио је да има „пасивно пријатељство“. Налог за претрес обухваћао је Тејлорову резиденцију јер се сумњало да је Гловер у пакету у Бренонином станом примао пакете са дрогом и зато што је аутомобил регистрован на Тејлор виђен у неколико наврата паркиран испред Гловерове куће.
Кенет Волкер, који је имао дозволу за ношење ватреног оружја, пуцао је први, ранивши полицајца, након чега је полиција узвратила ватру у стан са више од 20 метака. Неправоснажна тужба за смрт коју је против полиције поднео адвокат породице Тејлор наводи да су полицајци, који су ушли у Тејлорин дом „не куцајући и не најављујући се као полицајци“, отворили ватру „уз потпуно занемаривање вредности људског живота; међутим, према полицијском извештају, полицајци су покуцали и огласили се пре него што су принудно ушли.
Протести поводом смрти Џорџа Флојда почели су се од 26. маја.

## Смрт Џорџа Флојда
Према полицијском саопштењу, 25. маја 2020. у 20:08 ЦДТ, Службеници полицијског одељења Минеаполис (МПД) одговорили су на позив 9-1-1 у вези са „фалсификатом у току“ на авенији Чикаго Авени у месту Паувдерхорн, Минеаполис. Службеници МПД-а Томас К. Лејн и Ј. Алекандер Кинг стигли су са укљученим телесним камерама. Запослени у продавници рекао је полицајцима да се човек налазио у оближњем аутомобилу. Полицајци су пришли аутомобилу и наредили Џорџу Флојду, 46-годишњем Афроамериканцу, који је према наводима полиције "изгледао под утицајем", да изађе из возила, у ком тренутку је "физички пружио отпор". Према МПД-у, службеници су „могли да осумњиченог ставе у лисице и приметили су да је претрпео медицинску невољу. Полицајци су позвали хитну помоћ“. Једном када су Флоиду стављене лисице, он и полицајац Лане одшетали су до плочника. Флојд је седео на земљи у смеру полицајца Лејна. У кратком разговору, полицајац је питао Флојда за његово име и личне податке, објашњавајући да је ухапшен због преношења фалсификоване валуте и питао да ли је „на било чему“. Према извештају, полицајци Квенг и Лане покушали су да помогну Флојду да одвезе свој аутомобил, али у 20:14 Флојд се укочио и пао на земљу. Убрзо су полицајци МПД-а Дерек Чаувин и Тоу Тао стигли у одвојеном возилу за одред. Полицајци су покушали још неколико пута да Флојда убаце у аутомобил одреда.
Флојд, који је још увек имао лисице, отишао је на земљу лицем надоле. Полицајац Квенг држао је Флојда за леђа, а Лејна за ноге. Шовин је лево колено ставио у подручје Флојдове главе и врата. Пренос уживо на Фејсбук-у који је снимио случајни случај, показао је како полицајац Дерек Шовин клечи на Флојдовом врату. Флојд је више пута рекао Шовину „Молим те“ и „Не могу да дишем“, док се случајни полицајац чује како полицајцу каже: „Спустио си га. Пусти га да дише.“ Након неког времена, случајни пролазник истиче да Флојд крварио из носа док други случајни полицајац је изјавио полицији да се Флојд „тренутно ни не опире хапшењу“, на шта полиција полицајцима говори да је Флојд „разговарао, добро је“. Пролазник одговара рекавши да Флојд „није добро“. Тада случајни пролазник протестује због тога што полиција спречава Флоида да дише, позивајући их да га "макну са земље ... Већ сте га могли убацити у аутомобил. Не опире се хапшењу или ничему." Флојд затим одлази тих и непомичан. Шовин не уклања колено док не дође хитна помоћ. Службе хитне медицинске помоћи ставиле су Флојда на носила. Не само да је Шовин клечао на Флоидовом врату око седам минута (укључујући четири минута након што се Флојд престао да се креће), већ је други видео снимак показао да су додатна два официра такође клекнула на Флоида док је други официр то гледао.
Иако је у полицијском извештају наведено да су медицинске услуге захтеване пре него што су Флојду ставили лисице, према извештају Миннеаполис Стар Трибуне, Хитна медицинска помоћ стигла је на место догађаја шест минута након што је добила позив. Медицинари нису успели да открију пулс, а Флојд је проглашен мртвим у болници. Обдукција Флојда обављена је 26. маја, а сутрадан је објављен прелиминарни извештај канцеларије медицинског испитивача округа Хенепин, у којем се наводи „да нема физичких налаза који подржавају дијагнозу трауматичне асфиксије или дављења“. Флојдова основна здравствена стања су укључивала болест коронарних артерија и хипертензивну болест срца. У почетном извештају се каже да је „[он] комбиновао последице задржавања господина Флоида од стране полиције, основна здравствена стања и потенцијална опојна средства у његовом систему која су вероватно допринела његовој смрти.“ Лекар је даље рекао да је Флоид је био „висок у количини фентанила и недавно је користио метамфетамин у време његове смрти“.
Дана 1. јуна, приватна обдукција коју је наручила породица Флојд пресудила је да је Флојдова смрт убиство, а такође је утврдила да је Флоид умро услед гушења које је произашло из сталног притиска, што је у супротности са оригиналним извештајем о обдукцији који је раније завршен те недеље. Убрзо након тога, службени пост-мортем прогласио је Флојдову смрт убиством. Видео снимци полицајца Дерека Шовина како примењује 8 минута и 15 секунди континуираног притиска на Флојдов врат изазвали су глобалну пажњу и покренули питања о употреби силе од стране закона.
26. маја Шовин и остала три официра су отпуштени. Оптужен је за убиство трећег степена и убиство другог степена; бивша оптужба је касније промењена у убиство другог степена.

## Mapе
- Грађански немири у Минеаполису - East Lake Street
- Грађански немири у Сент Полу - University Avenue West
- Грађански немири у Минеаполису - Nicollet Avenue
- Грађански немири у Сијетлу - Capitol Hill
- Грађански немири у Портланду - Downtown
- Кеноша грађански немири - Downtown